# サンアンドレアス (カリフォルニア州)
サンアンドレアス（英: San Andreas）は、アメリカ合衆国カリフォルニア州の国勢調査指定地域（CDP）。カラベラス郡の郡庁所在地である。2000年の人口は2,615人だったが、2010年では2,783人に増加した。サンアンドレアスのある地域の町ほとんどと同様、カリフォルニア・ゴールドラッシュの間に設立された町である。カリフォルニア州道49号線に沿ってあり、カリフォルニア州歴史史跡（登録番号252）に登録されている。サンアンドレアス断層はサンアンドレアス湖にちなんで名づけられたもので、この街とは関係なく、近くも断層は通っていない。

## 歴史

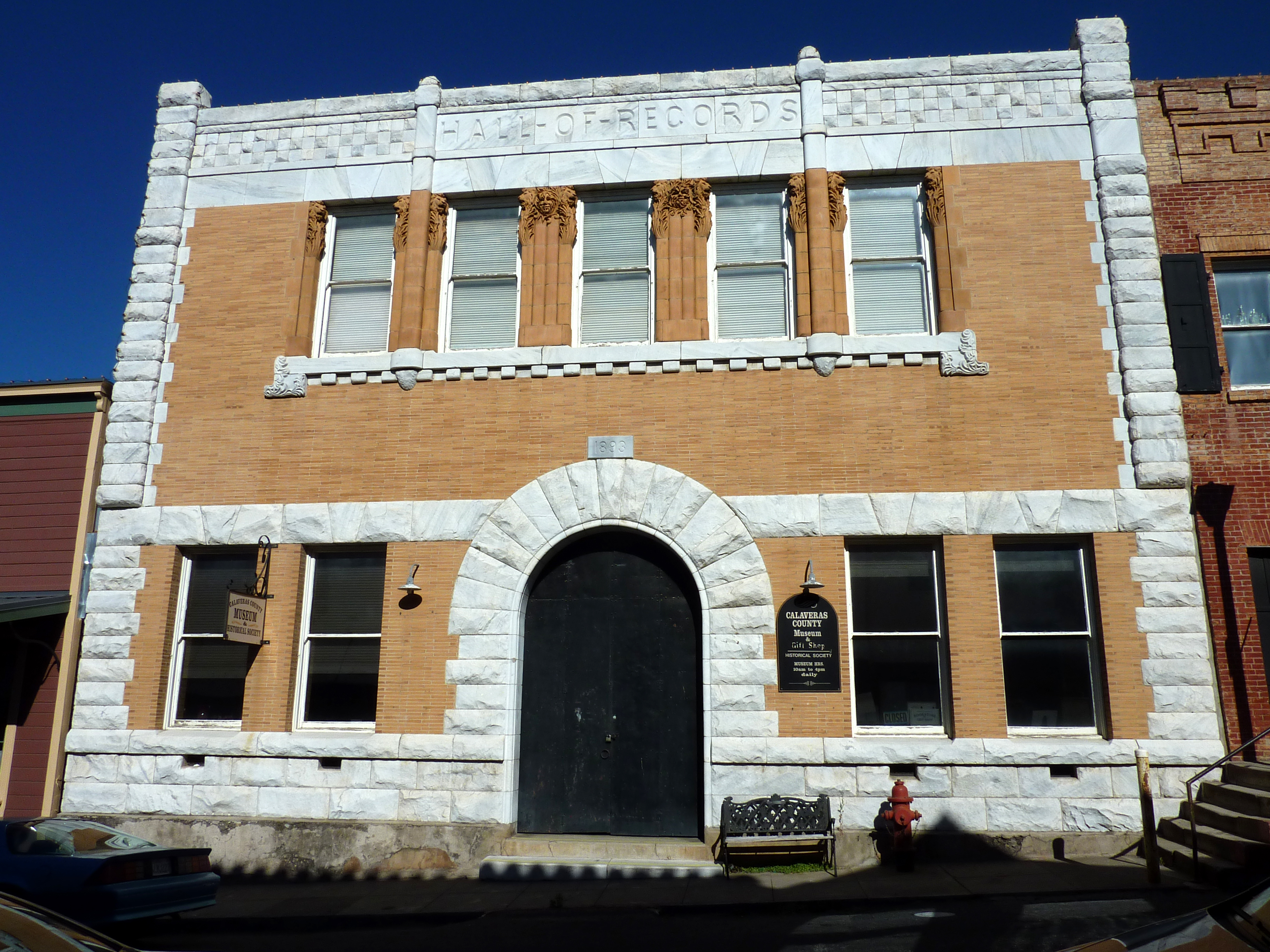
昔のカラベラス郡庁舎、1867年建設、100年間庁舎として使われた後、カラベラス郡博物館に転用され、アメリカ合衆国国家歴史登録財に登録されている。

サンアンドレアスの町は1848年にメキシコ人の金探鉱師が設立し、カトリック教会の宣教師聖アンドリューに因んでスペイン語のサンアンドレアスと名付けられた。初期の時代から鉱山キャンプの地として知られた。初期に発見された金脈からの金は数年で枯渇したが、1853年に河道の地下で金が発見され、キャンプが再活性化されて、間もなく町になった。河道の採掘は利益の上がるものだったので、町が1858年と1863年に大火を経験したあとも完全に再建された。ここで発見された金は南北戦争における北軍の成功に大きく貢献した。1866年、サンアンドレアスはカラベラス郡の郡庁所在地になった。メキシコのロビン・フッドといわれるホアキン・ムリエッタの集合場所だったと言われている。また悪名高い山賊ブラック・バートはここで裁判に掛けられ、刑務所に送られた。
1854年に郵便局が開局した。

## 地理
サンアンドレアスは北緯38度11分46秒 西経120度40分50秒 / 北緯38.19611度 西経120.68056度に位置する。アメリカ合衆国国勢調査局に拠れば、市域全面積は8.8平方マイル (22.7 km2)であり、このうち陸地は8.7平方マイル (22.6 km2)、水域は0.04平方マイル (0.1 km2)で水域率は0.23％である。

## 人口動態

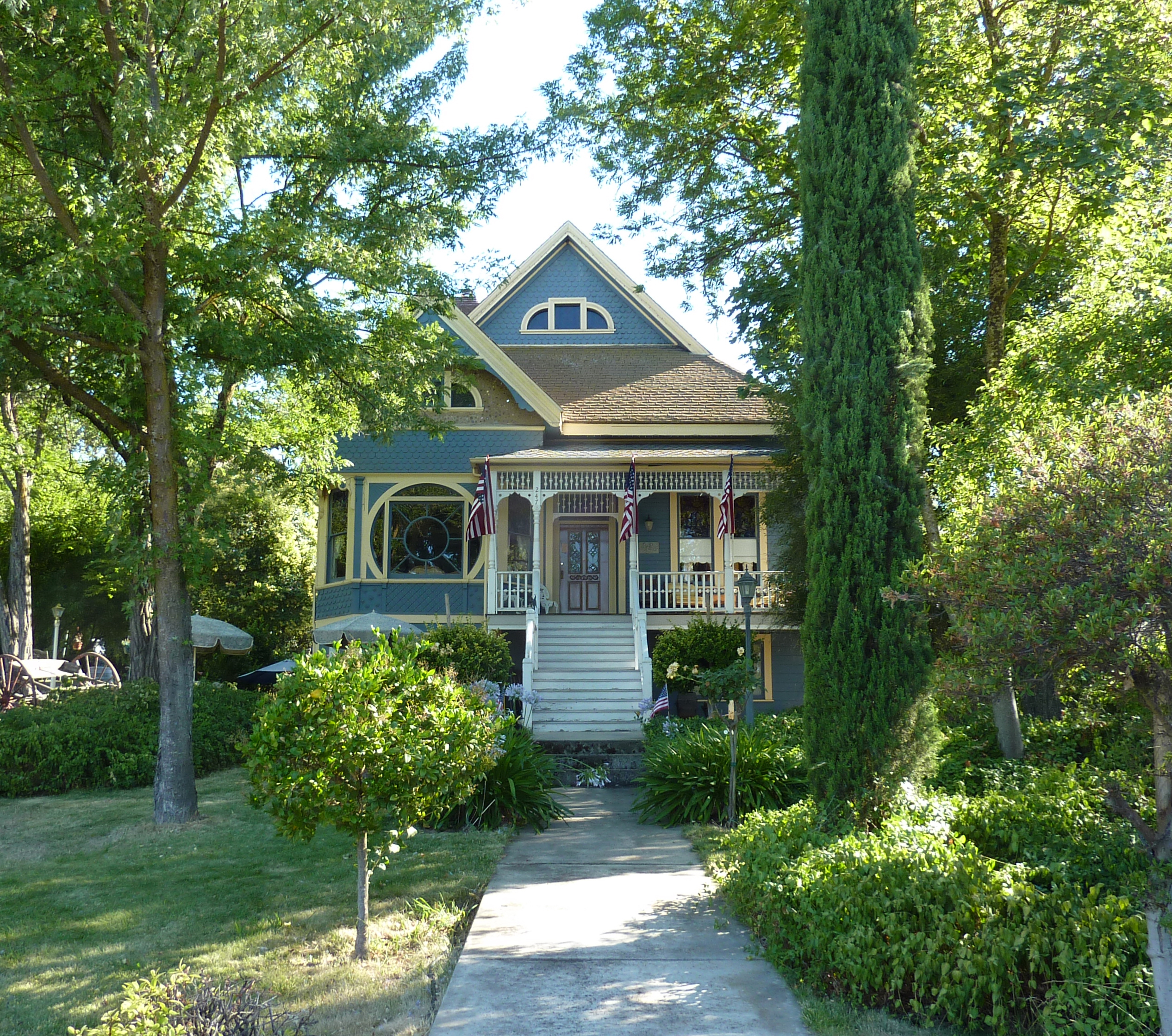
ジョン・S・スナイダーの家、現在は朝食付きホテル、アメリカ合衆国国家歴史登録財

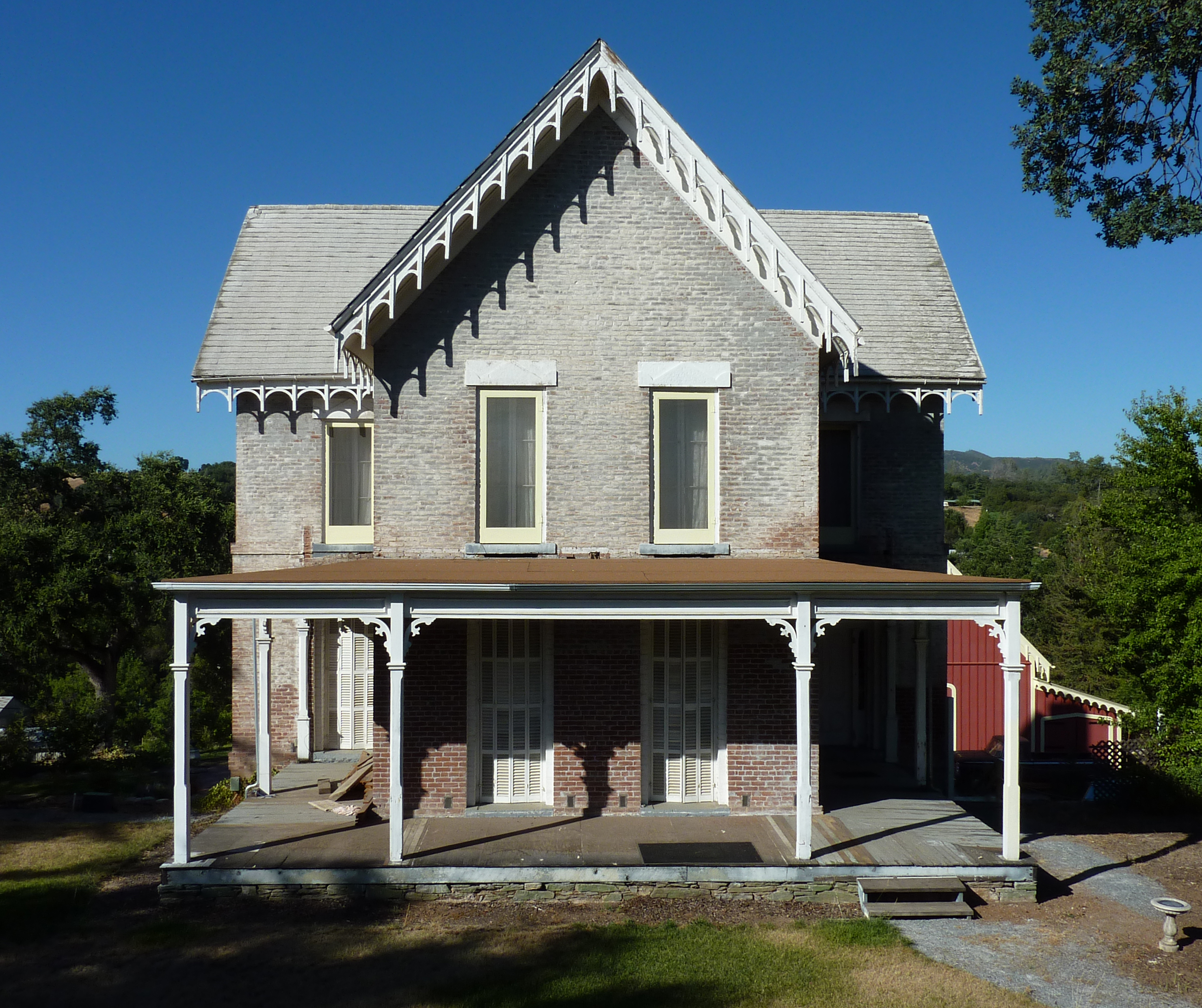
ソーンの家、アメリカ合衆国国家歴史登録財

以下は2000年の国勢調査による人口統計データである。
| 基礎データ - 人口: 2,615人 - 世帯数: 1,097世帯 - 家族数: 652家族 - 人口密度: 115.5人/km2（299.4人/mi2） - 住居数: 1,167 軒 - 住居密度: 51.6軒/km2（133.6軒/mi2） 人種別人口構成 - 白人: 92.1% - アフリカン・アメリカン: 0.1% - ネイティブ・アメリカン: 1.5% - アジア人: 0.7% - その他の人種: 2.0% - 混血: 3.6% - ヒスパニック・ラテン系: 6.4% 年齢別人口構成 - 18歳未満: 24.2% - 18-24歳: 7.6% - 25-44歳: 21.6% - 45-64歳: 22.6% - 65歳以上: 23.9% - 年齢の中央値: 43歳 - 性比（女性100人あたり男性の人口） - 総人口: 89.8 - 18歳以上: 81.9 | 世帯と家族（対世帯数） - 18歳未満の子供がいる: 28.0% - 結婚・同居している夫婦: 41.9% - 未婚・離婚・死別女性が世帯主: 13.8% - 非家族世帯: 40.5% - 単身世帯: 34.2% - 65歳以上の老人1人暮らし: 18.4% - 平均構成人数 - 世帯: 2.24人 - 家族: 2.85人 収入と家計（2007年推計） - 収入の中央値 - 世帯: 32,500米ドル - 家族: 37,969米ドル - 性別 - 男性: 39,583米ドル - 女性: 24,500 米ドル - 人口1人あたり収入: 16,813米ドル - 貧困線以下 - 対人口: 14.8% - 対家族数: 14.4% - 18歳未満: 19.5% - 65歳以上: 8.9% |

## 政治
カリフォルニア州議会では、上院の第1および下院の第25選挙区に属している。連邦議会下院ではカリフォルニア州第3選挙区に属し、クック投票動向指数では共和党+7となっている。2010年時点ですべて共和党議員が務めている。